# حداب الشمس (القطن)
'

تعديل مصدري - تعديل

حداب الشمس هي إحدى قرى عزلة وادي سر بمديرية القطن التابعة لمحافظة حضرموت، بلغ تعداد سكانها 62 نسمة حسب تعداد اليمن لعام 2004.